# Giuseppe Mario Bellanca
Giuseppe Mario Bellanca (Sciacca, 19 marzo 1886 – New York, 26 dicembre 1960) è stato un ingegnere aeronautico italiano naturalizzato statunitense.
Fu il progettista del primo monoplano a cabina chiusa realizzato negli Stati Uniti e fondatore nel 1927 della Bellanca Aircraft Company. Progettista e costruttore di aerei con numerosi primati di progettazione e il cui aereo ha battuto molti record di aviazione. È stato inserito nella National Aviation Hall of Fame nel 1973.

## Biografia
Giuseppe Mario nasce in Sicilia, a Sciacca, nella primavera del 1886, figlio del proprietario di un mulino e componente di una famiglia composta di otto tra fratelli e sorelle. Fin dalla giovane età dimostra attitudine agli studi, il che lo induce a trasferirsi, grazie all'aiuto di un fratello, a Milano per frequentare l'allora Istituto Tecnico, ora Politecnico. Nel 1908 riesce a conseguire la laurea in matematica, ma affascinato dallo sviluppo che l'aeronautica ha all'inizio del XX secolo decide di intraprendere gli studi per la seconda laurea, quella in ingegneria. Durante quel periodo decide di progettare il suo primo velivolo, un aereo con configurazione propulsiva spingente, ma rendendosi conto che non aveva sufficienti fondi per ultimarne la costruzione si associò con Enea Bossi e Paolo Invernizzi. Con gli sforzi congiunti dei pionieri riuscì quindi a realizzare il primo volo di un velivolo interamente italiano, sia come concezione che come realizzazione, effettuato nei primi giorni di dicembre del 1909. Il successo dell'impresa, anche se il volo era stato di breve durata, spronarono Bellanca a progettare un secondo velivolo, questa volta con motore anteriore ed elica traente. Benché il velivolo fosse stato realizzato interamente, la mancanza degli ultimi fondi per dotarlo di un motore lo relegò solo a uno studio di fattibilità.

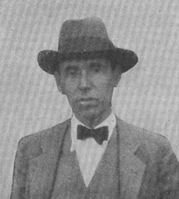
Giuseppe Bellanca

Negli anni successivi il fratello Carlo, già emigrato negli Stati Uniti d'America, e stabilitosi nel quartiere newyorkese di Brooklyn, lo invita a raggiungerlo e Giuseppe, spinto anche dalla possibilità di trovare più interesse e fondi per la realizzazione dei suoi progetti aeronautici, decide, nel 1911, di varcare l'Oceano Atlantico e raggiungerlo. Comincia a costruirsi, appena arrivato negli Stati Uniti un aeroplano nel seminterrato della propria abitazione, facendosi aiutare dalla madre per le cuciture dei tessuti e dal padre per la carpenteria. Prima della fine dell'anno progetta il suo terzo velivolo, un aereo caratterizzato dall'ala alta a parasole, infatti negli aerei progettati da lui i montanti non si limitavano a sostenere l'ala ma aumentavano la portanza e perlomeno riducevano la resistenza. Dopo che la costruzione del nuovo apparecchio venne terminata Bellanca decise di conseguire un brevetto di volo presso il Mineola Field a Long Island, obiettivo raggiunto il 12 maggio 1912. Bellanca era un progettista brillante e innovativo e i suoi aerei furono tra i primi a montare motori raffreddati ad aria e ad avere, per questioni di aerodinamica, un abitacolo chiuso. Aveva l'abitudine di non tralasciare nessun dettaglio, financo l'aspetto esteriore del velivolo.
Decise quindi di fondare una propria scuola di volo, la Bellanca Flying School, dove insegnò lui stesso ai giovani piloti ad acquisire la capacità di condurre un mezzo aereo, attività che intraprese fino al 1916. Tra i suoi studenti illustri vi fu anche Fiorello La Guardia, il futuro sindaco di New York, che una volta acquisito il brevetto ricambiò il suo istruttore con una lezione di guida, dato che Bellanca non aveva conseguito ancora la patente per poter guidare un'automobile.
L'attività era florida ma la passione di Bellanca era rimasta comunque nella progettazione e nella realizzazione delle sue intuizioni. Costantemente in affanno per trovare finanziamenti lavorò, per un certo periodo alla Wright Corporation prima che questa si sfilasse dalla realizzazione di aeromobili. per cui quando la Maryland Pressed Steel Company di Hagerstown gli propose un posto come consulente non si fece sfuggire l'opportunità. In quell'ambito progetta un biplano da addestramento, il CD, seguito in breve tempo dal CE, un suo ulteriore sviluppo, destinati ad essere proposti al Aviation Section, U.S. Signal Corps, in quegli anni impegnato nella partecipazione alla prima guerra mondiale. Con la fine del conflitto però i contratti di fornitura vennero cancellati e l'azienda posta in amministrazione controllata, per cui i progetti ancora una volta non si concretizzarono in una produzione in serie.
Nel 1921 si maturò una nuova opportunità di lavoro. Un gruppo di investitori di Omaha decise di intraprendere un comune sforzo per poter fondare una nuova industria nel settore aeronautico al fine di espandere le possibilità economiche della propria città. Venne quindi contattato Bellanca come progettista, il quale, mentre stava realizzando un nuovo disegno, apprese che la società appena stabilita era già fallita. Tuttavia, grazie all'iniziativa di un'azienda motociclistica locale, la Victor Ross, furono reperiti i fondi necessari per completare la realizzazione del Bellanca CF, che venne successivamente citato dalla pubblicazione Janes's All the World's Aircraft "il primo aereo da trasporto di impostazione moderna che venne progettato, costruito, e volò con successo negli Stati Uniti". In quel contesto, Bellanca conobbe una ragazza, Dorothy Brown, la figlia del proprietario del velivolo e che partecipò attivamente alla sua costruzione. Da quella conoscenza ne seguì una frequentazione che si concretizzò, il 18 novembre 1922, nel matrimonio tra i due. L'ultima sua realizzazione, lo SkyRocket II, del 1960, conquistò diversi primati mondiali
Nel 1927 progetta il Wright-Bellanca WB-2, battezzato Miss Columbia, per la Wright Aeronautical Co.: Charles Augustus Lindbergh contattò l'azienda per acquistare l'aereo, ma per incomprensioni con il socio di Bellanca Charles A. Levine l'importante intesa sfumò. L'accordo, che prevedeva la vendita del velivolo per la cifra di 15000 dollari, non venne completato per la pretesa, giudicata assurda, di Levine, di scegliere i membri dell'equipaggio che dovevano accompagnare Lindberg. A questo punto Lindbergh, deluso e in tempi stretti per la configurazione di un nuovo aereo, scelse un altro velivolo, un modello derivato dal Ryan M-2 e battezzato Spirit of St. Louis, con cui effettuò la prima trasvolata atlantica in solitario, senza scalo, tra il 20 e il 21 maggio 1927, arrivando in 33 ore e 32 minuti nei pressi di Parigi. Pochi giorni dopo, il 4 giugno 1927, con il Wright-Bellanca WB-2 i piloti Clarence Chamberlin e Charles A. Levine conquistano il primato mondiale di durata effettuando la trasvolata atlantica New York - Eisleben (Germania) in 41 ore e 56 minuti, ad una velocità media di 150 km/h.
Va ricordato che la prima trasvolata assoluta senza scalo dell'Oceano Atlantico fu effettuata dagli aviatori britannici John Alcock e Arthur Whitten Brown nel 1919.
Il 4 luglio 1927 fonda l'azienda che porterà il suo nome e grazie al successo mediatico che ne segue la rivista Time gli dedica una copertina l'anno stesso.
Malato di leucemia Bellanca muore a New York City nel 1960. È stato inserito nella National Aviation Hall of fame nel 1973.